# Ulmaridae
Ulmaridae is een familie van schijfkwallen en bevat de volgende onderfamilies en geslachten:

## Onderfamilies en geslachten
- Aurelia Lamarck, 1816
- Aurosa
- Diplulmaris Maas, 1908
- Discomedusa Claus, 1878
- Floresca
- Parumbrosa Kishinouye, 1910
- Sthenonia
- Ulmaris

- Deepstariinae Larson, 1986
  - Deepstaria Russell, 1967
- Poraliinae Larson, 1986
  - Poralia Vanhöffen, 1902
- Stellamedusinae Raskoff & Matsumoto, 2004
  - Stellamedusa Raskoff & Matsumoto, 2004
- Stygiomedusinae Russell & Rees, 1960
  - Stygiomedusa Russell, 1959
- Tiburoniinae Matsumoto, Raskoff & Lindsay, 2003
  - Tiburonia Matsumoto, Raskoff & Lindsay, 2003

Het monotypische geslacht Phacellophora werd voorheen ook tot deze familie gerekend, maar is nu als enige soort ondergebracht in de aparte familie Phacellophoridae.

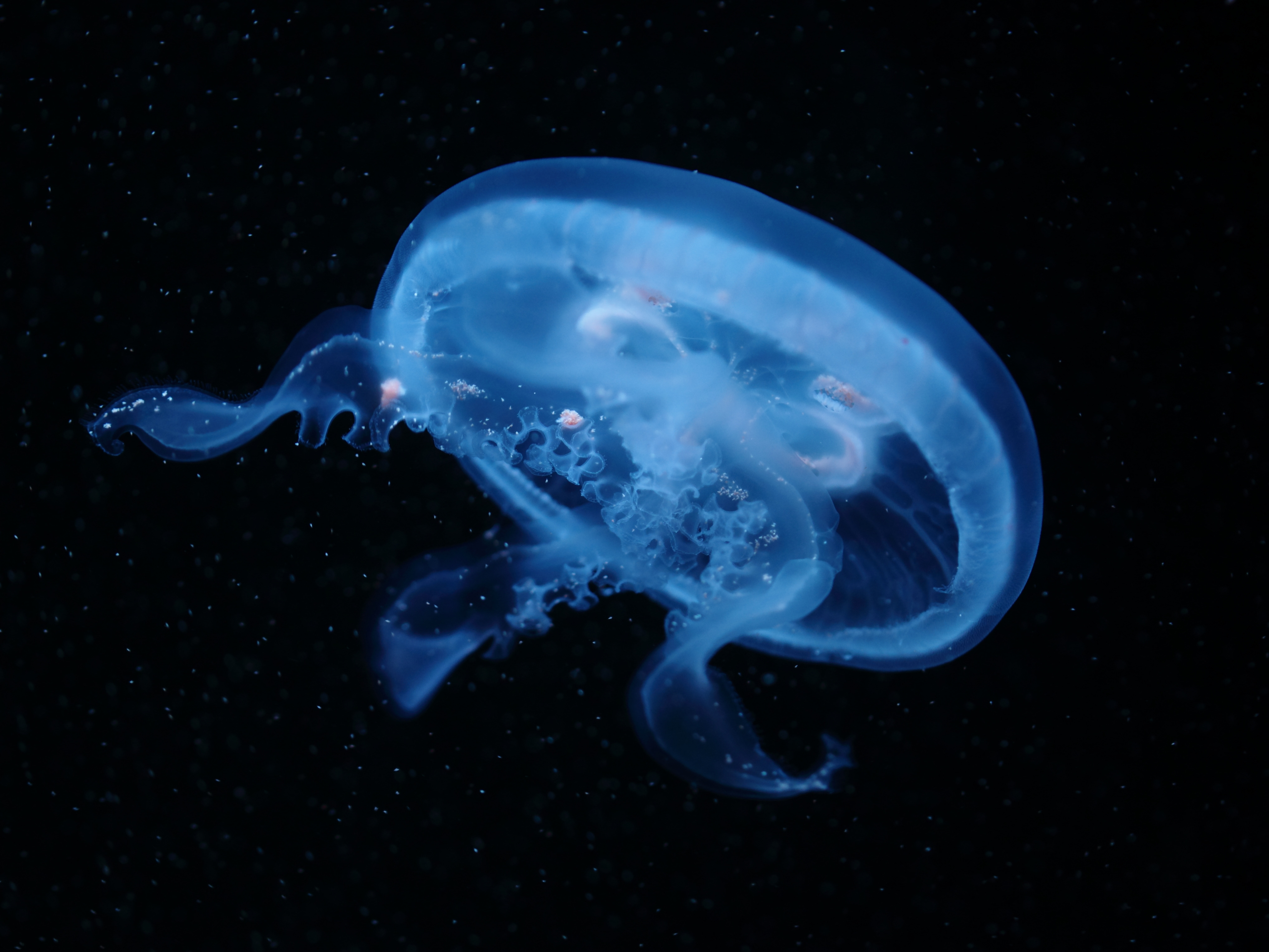
Aurelia labiata
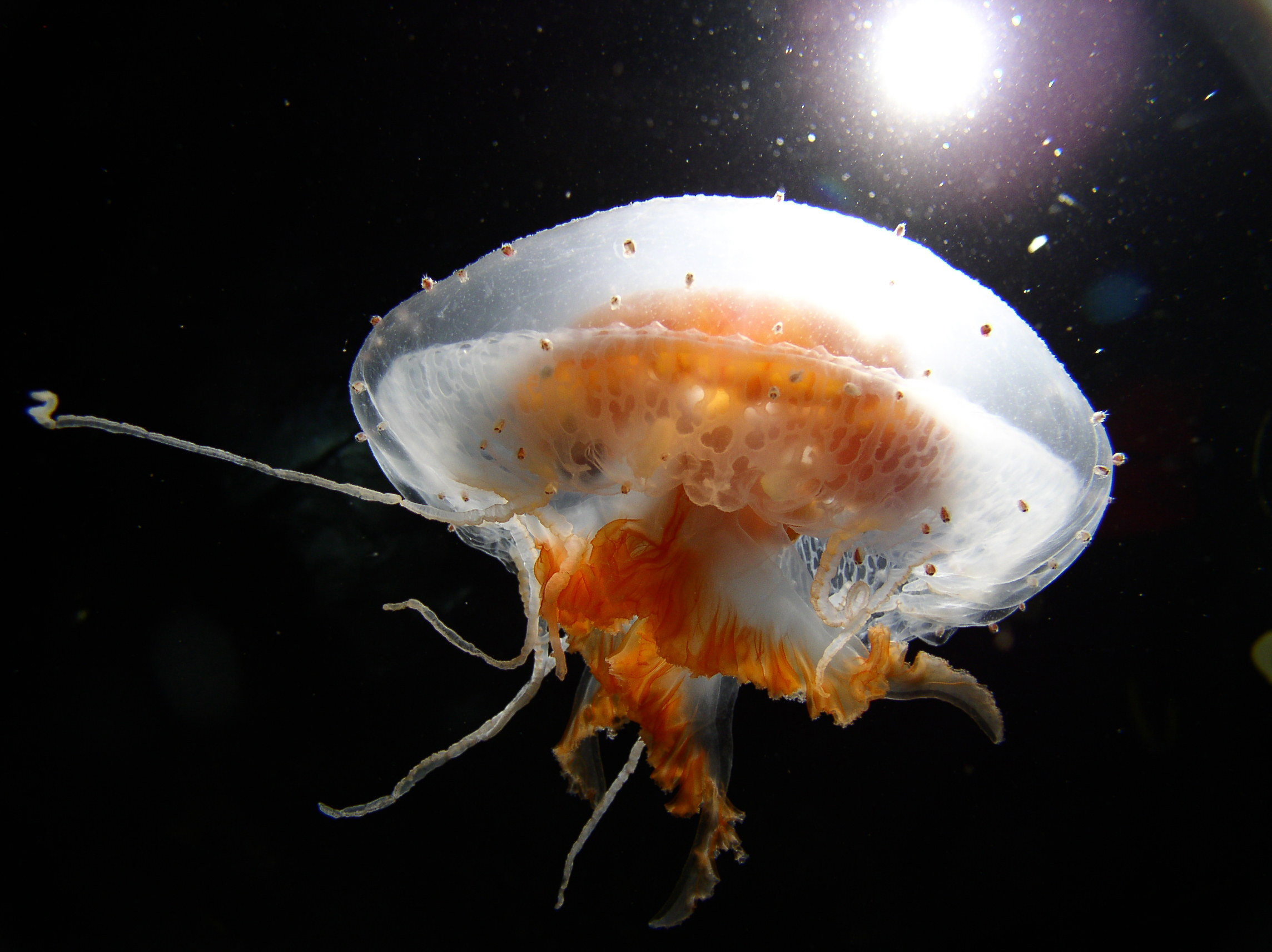
Diplulmaris antarctica
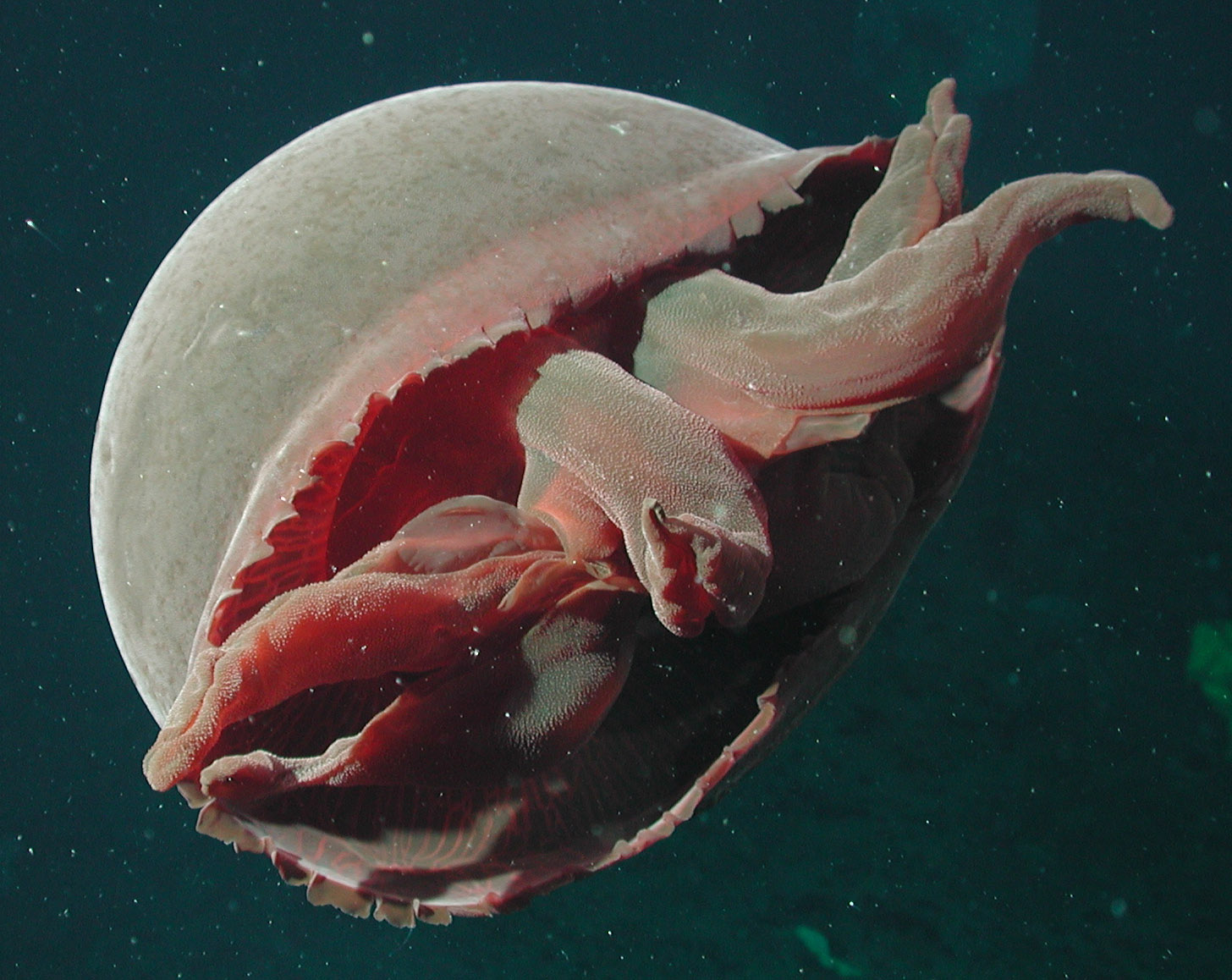
Tiburonia granrojo